# Gmina Otyń
Gmina Otyń (deutsch Deutsch Wartenberg) ist eine Stadt-und-Land-Gemeinde im Powiat Nowosolski der Woiwodschaft Lebus in Polen. Ihr Sitz ist die gleichnamige Stadt mit etwa 1540 Einwohnern.

## Geographie
Die Gemeinde umfasst 91,64 km² und liegt im Westen Niederschlesiens. Zu den Gewässern gehören Ochel und Oder, die die Ostgrenze der Gemeinde bildet. Diese grenzt im Westen an die Stadt Zielona Góra (Grünberg in Schlesien) und im Süden an die Kreisstadt Nowa Sól (Neusalz an der Oder).

## Geschichte
Zum 1. Januar 2018 erhielt Otyń wieder die Stadtrechte und die Gemeinde bekam ihren heutigen Status.

## Gliederung
Zur Stadt-und-Land-Gemeinde gehören neben der Stadt selbst sieben Dörfer mit Schulzenämtern:
- Otyń (Deutsch-Wartenberg)
- Bobrowniki (Bobernig)
- Konradowo (Kunersdorf Kr. Grünberg)
- Ługi-Czasław (Heydau) (Heydau)
- Modrzyca (Modritz)
- Niedoradz (Nittritz)
- Zakęcie (Erkelsdorf)

Eine weitere Ortschaft ist die Siedlung Borki.

## Persönlichkeiten
- Paul Guder (1855–1925), Arzt; geboren in Modritz.